# Teonim
Teonim – nazwa własna odnosząca się do boga, świętego czy też postaci/figury mitologicznej. Ogół takich imion określa się mianem teonimii.
Zdarza się, że teonimy przenikają do innych sfer nazewniczych. Przykładowo teonimy odnoszące się do bogów rzymskich zostały przyjęte w nomenklaturze astronomicznej (np. Mars, Uran).